# Show No Mercy
A Show No Mercy a Slayer nevű zenekar debütalbuma, 1983 decemberében jelent meg. Az albumot Los Angelesben vették fel '83 novemberében egy éjszaka alatt. A vele egy évben megjelent Metallica albumhoz, a Kill ’Em All-hoz hasonlóan, a lemez a zenekar kezdeti szárnypróbálgatásának tekinthető, mintegy alapozás a későbbi klasszikusokhoz. Koncerteken néha még előveszik a „Black Magic”-et, illetve a „Die By The Sword”-ot, valamint 2005-ös turnéjuk során többször játszották a címadó számot is.

## Dalok
1. Evil Has No Boundaries (Hanneman/King) – 3:12
2. The Antichrist (Hanneman/King) – 2:50
3. Die by the Sword (Hanneman) – 3:37
4. Fight Till Death (Hanneman) – 3:40
5. Metalstorm/Face the Slayer (Hanneman/King) – 4:55
6. Black Magic (Hanneman/King) – 4:07
7. Tormentor (Hanneman) – 3:46
8. The Final Command (Hanneman/King) – 2:33
9. Crionics (Hanneman/King) – 3:30
10. Show No Mercy (King) – 3:08

Az 1987-es újrakiadáson szerepel három szám a Haunting the Chapel-ről, a „Haunting the Chapel”, a „Chemical Warfare”, és a „Captor of Sin”, míg az 1994-es újrakiadáson a „Chemical Warfare”, és az „Agressive Perfector” című dalok kaptak helyet.

## Közreműködők
- Tom Araya – Basszusgitár, Ének
- Jeff Hanneman – Gitár
- Kerry King – Gitár
- Dave Lombardo – Dob
- Brian Slagel – Producer
- Bill Metoyer – Hangmérnök